# Adua (vulcano)
L'Adua (o Adwa, Aabida, Amoissa, Dadifa o Dabita) è un stratovulcano attivo dell'Etiopia, situato a sud della regione di Afar.
Il vulcano presenta una caldera di 2,5 km. Posto di fianco al vulcano Ayalu durante la sua ultima eruzione esplosiva ha depositato sui fianchi del vicino grandi quantitativi di ignimbrite.